# سان تيودورو (سردينيا)
سان تيودورو، (بالإنجليزية: San Teodoro, Sardinia)‏، (سردينيا: Santu Tiadòru)، هي بلدية في مقاطعة ساساري، في المنطقة الإيطالية سردينيا، وتقع على بعد حوالي 180 كم (110 ميل) شمال شرق كالياري، وحوالي 20 كم (12 ميل) جنوب شرق من أولبيا. اعتبارا من 31 ديسمبر 2004، كان عدد سكانها 3565 ومساحة 104.8 كيلومتر مربع (40.5 ميل مربع).ref> المعهد الوطني للإحصاء - Bilancio demografico al 30/11/2016</ref> 

## السكان
في سنة 1861 بلغ عدد السكان 529 نسمة، وتطور العدد ليصل في سنة 2011 لـ 4٬540 نسمة.
يظهر هذا المخطط البياني تطور النمو السكاني لـ سان تيودورو (سردينيا)